# Основно училище „Св. св. Кирил и Методий“ (Душанци)
Основното училище „Св. св. Кирил и Методий“ в село Душанци е основано на 8 ноември 1860 г., Димитровден.

## Първи години
В тези години в селото са наброявани 50 български и 70 турски къщи. На българите им се е искало и в Душанци да има училище както в околните селища – Пирдоп и Копривщица. Селският мухтар (старшйшина) Лало Петков Продьов като единственият грамотен в селото се среща със стария даскал Костадин Тодоров от Пирдоп и го уговаря да дойде да учителства в неговото село, тъй като е бил доста стар, а в града вече имало и млади учители. Наричали учителя „пастир на селските деца“, но платата му била по-малка от тази на истинските селски пастири. Училището имало формата на килийно и се помещавало в голямата одая в къщата на Йордан Иванов на Колибената улица. Едни от първите ученици станали Стойчо Рибаров, син на селския кръчмар, Тодор Ненчов и братовчед му Тодор Ганчев. Учителят дядо Костадин едновременно с преподаването пишел и превеждал книги. След около десет години, през 1870 г. делото поема Димитър П. Оджаков, също пирдопчанин. Той организира преместването на училището в нова, по-подходяща сграда и веднага започва да преподава по нови, съвременни принципи. Макар и обичан от учениците и техните родители, след обесването на Васил Левски той поема пътя на профсионален революционер.

## След Освобождението
След Освободителната война Димитър Оджаков се завръща в Душанци и отново отваря вратите на училището. През 1882 г. местните селяни закупуват терен и построяват нова, просторна сграда, която служи едновременно за библиотека, читалище, общинска сграда, театрален салон и място за провеждане на сказки и вечеринки. От Основно училище „Св. св. Кирил и Методий“ произлизат много учени, инженери, учители, военни специалисти, общественици, агрономи и други личности.

## Прогимназиални класове
След приетият през 1922 г. Общинските съвети, в които има повече от петнадесет ученика над четиринадесет годишна възраст и отстоят на повече от четири км. от населени места с прогимназии, са задължени да открият своя Прогимназия. По това време в селото има тридесет и две деца, отговарящи на поставените условия. Трудността в този процес идва от липсата на подходящо помещение и учебни помагала и пособия. Поради големият брой открити прогимназии нямало и свободни преподаватели. На помощ идва току-що завърналият се от казармата Георги Иванов Трънков. След кратко съществуване прогимназията е закрита. Не без борба през 1931 г. училището подновява работа и първа учителка става Радка Д. Събева от Копривщица.

## Закриване на училището
Образователното дело в село Душанци  продължава до 1 юли 2006 г., когато по предложение на кмета на Община Пирдоп, в която влиза селото, след издадено мотивационно становище на Регионалния инспекторат по образование на Софийска област и заповед ма министъра на МОН училището е закрито. Задължителната документация на училището е предадена за съхранение в СОУ „Саво Савов“ – Пирдоп.